# IC 3406
IC 3406 ist eine Spiralgalaxie vom Hubble-Typ Sbc im Sternbild Coma Berenices. Dabei ist sie schätzungsweise 310 Millionen Lichtjahre von der Milchstraße entfernt.
Der Entdecker dieses Objektes war am 23. März 1903 der deutsche Astronom Max Wolf.